# José Julia
José Cayetano Julia Cegarra (* 1. Juli 1979 in Cieza) ist ein ehemaliger spanischer Radrennfahrer.
José Julia begann seine Karriere 2002 bei dem spanischen Radsportteam Kelme-Costa Blanca. 2002 wurde José Julia nach den Rennen Tour de l’Avenir und Paris–Tours wegen Dopings mit Corticosteroiden für sechs Monate gesperrt und musste 2000 Schweizer Franken Strafe zahlen. Seine ersten Erfolge feierte er 2004. Er gewann erst eine Etappe bei der Portugal-Rundfahrt. Bei der Vuelta a España entschied er die 16. Etappe von Olivenza nach Cáceres vor Tadej Valjavec und Danilo Di Luca für sich. 2005 und 2006 fuhr Julia für das spanische ProTeam Illes Balears, bei dem er seine Karriere. beendete.

## Erfolge
2004
- eine Etappe Portugal-Rundfahrt
- eine Etappe Vuelta a España

## Teams
- 2002 Kelme-Costa Blanca
- 2003 Kelme-Costa Blanca
- 2004 Comunidad Valenciana-Kelme
- 2005 Illes Balears-Caisse d’Epargne
- 2006 Caisse d’Epargne-Illes Balears